# 能円
能円（のうえん、保延6年（1140年） - 正治元年8月24日（1199年9月16日）は平安時代末期の僧侶。皇后宮亮・藤原顕憲（藤原盛実の子）の子。母は令子内親王に仕えた下女（一説には藤原家範の娘）で、異父兄姉に平時子・平時忠らがある。異母兄弟には藤原盛憲・憲親・経憲・玄顕らがあり、息女には在子（承明門院）・信子（堀川通具室）・藤原時子（中山忠季室、後に近衛基通妾）がある。

## 生涯
異父姉の時子から目をかけられ、その養子となる。時子の夫・平清盛が平氏政権を樹立していくのに従って立身し、法勝寺の執行に任ぜられる。僧侶の身ではあったが藤原範兼の娘の範子と結婚し、一女・在子を儲けた。範子が高倉天皇の第四皇子尊成親王の乳母になると、宮廷にも人脈を拡大した。
しかし、寿永2年（1183年）の平家一門の都落ちに従ったことから運命が暗転する。直後に尊成親王は後鳥羽天皇として即位するが、能円は遠く西海にあり、虚しくその報を聞くのみであった。やがて元暦元年（1185年）に壇ノ浦の戦いで平家が滅亡すると、捕虜として都に送られ、裁きの上で備中国への流罪となった。
この間、都に残っていた範子は、在子を連れて土御門通親と再婚。能円は文治5年（1189年）に赦免され帰洛するが、範子は既に通親との間に定通・通方らを産み、更に懐妊中という状態であった。在子は後鳥羽天皇の寵愛を受け、建久6年（1196年）に皇子為仁親王を生む。為仁親王は建久9年（1198年）に土御門天皇として即位し、能円は血縁上は天皇の外祖父となったが、それに相応しい厚遇を受けることはなかった。正治元年（1199年）に死去している。